# Transjordanië (regio)
Transjordanië, op de oostelijke Jordaanoever, of de Transjordaanse Hooglanden (Arabisch: شرق الأردن), is het deel van de zuidelijke Levant ten oosten van de Jordaan, dat grotendeels in het huidige Jordanië ligt.
De regio Transjordanië werd door de geschiedenis heen gecontroleerd door talrijke machten. Tijdens de vroegmoderne tijd viel de regio Transjordanië onder de jurisdictie van de Ottomaanse Syrische provincies. Na de Arabische Opstand tegen de Ottomaanse overheersing in de jaren 1910 werd het emiraat Transjordanië in 1921 opgericht door de hasjemitische emir  Abdoellah, en het emiraat werd een Brits protectoraat. In 1946 werd het emiraat onafhankelijk van de Britten en in 1949 veranderde het land zijn naam in het "Hasjemitische koninkrijk Jordanië", na de annexatie door Jordanië van de Westelijke Jordaanoever na de Arabisch-Israëlische oorlog van 1948.

## Herkomst van de naam
Het voorvoegsel trans is Latijn en betekent "over" of "verder", dus 'Transjordanië' verwijst naar het land "aan de andere kant van de rivier de Jordaan". De equivalente term voor de westkant is de 'Cisjordanië' - letterlijk "aan deze kant van [de rivier] de Jordaan" - en wordt soms gebruikt om de Westelijke Jordaanoever aan te duiden.
De Hebreeuwse Bijbel geeft in Jozua 1:15 בעבר הירדן מזרח השמש, be·êv·er haj·jar·dên miz·raḥ hasj·sjê·mesj, letterlijk "voorbij de Jordaan richting de zonsopgang". In de Septuagint wordt dit vertaald naar het Oudgriekse πέραν τοῦ Ιορδάνου, péran toú Iordánou, letterlijk "voorbij de Jordaan", dat vervolgens in de Latijnse Vulgaat werd vertaald met trans Iordanen, "voorbij de Jordaan". Sommige auteurs geven echter het Hebreeuwse עבר הירדן, Ever HaJarden, wat ook "voorbij de Jordaan" betekent, als basis voor Transjordanië, wat ook het moderne Hebreeuwse gebruik is. Terwijl de term "Oost" zoals in "richting de zonsopgang" in het Arabisch wordt gebruikt: شرق الأردن, Sharq al ʾUrdun, "ten oosten van de Jordaan".

## Oudheid

### Egyptische periode

Egyptische provincies van de Retjenu, Amurru en Apu, ±1300 v.Chr.

De Sjasoe waren Semitisch sprekende veenomaden in de Levant van de late bronstijd tot de vroege ijzertijd. In een lijst van vijanden uit de 15e eeuw v.Chr., gegraveerd op kolombases bij de tempel van Soleb, gebouwd door Amenhotep III, worden zes groepen Sjasoe genoteerd: de Sjasoe van S'rr, Rbn, Sm't, Wrbr, Jhw en van Pysps. Sommige wetenschappers brengen de Israëlieten en de aanbidding van een godheid genaamd JHWH in verband met de Sjasoe.
De Egyptische geografische term Retjenu wordt traditioneel geïdentificeerd als een gebied dat de Sinaï en Kanaän ten zuiden van Libanon omvat, met de regio's Amurru en Apu in het noorden. En als zodanig werden delen van Kanaän en het zuidwesten van Syrië in de vroege late bronstijd schatplichtig aan de Egyptische farao's. Toen de Kanaänitische confederaties zich concentreerden rond Megiddo en Kadesj, kwamen ze onder de controle van het Egyptische Nieuwe Rijk. De controle over het rijk was echter sporadisch en niet sterk genoeg om frequente lokale opstanden en conflicten tussen steden te voorkomen.

### Ineenstorting in de bronstijd
Tijdens de ondergang van het internationale systeem aan het einde van de Late Bronstijd verdwenen de Amorieten uit Syrië nadat ze waren verdreven of geabsorbeerd door een nieuwe golf van semi-nomadische West-Semitisch sprekende volkeren, gezamenlijk bekend als de Ahlamu. Na verloop van tijd vormden de Arameeërs de dominante stam onder de Ahlamu; met de vernietiging van de Hettieten en het verval van het Assyrische Rijk aan het einde van de 11e eeuw v.Chr. kregen ze controle over een groot deel van Syrië en Transjordanië. De regio's die zij bewoonden werden bekend als Aram (Aramea) en Eber-Nari.